# Toxidrom
Toxidrome sind Syndrome, die durch eine Vergiftung des Körpers hervorgerufen werden. Der Begriff wurde in den 1970er Jahren von Mofenson und Greensher
eingeführt. Es handelt sich um ein Kofferwort aus Toxin und Syndrom. Sie spielen vor allem in der Notfallmedizin eine wichtige Rolle.

## Diagnostik
Intoxikationen führen oft zu lebensbedrohlichen Zuständen, so dass diese früh notfallmedizinisch zu behandeln. Voraussetzung für die Therapie ist jedoch, zumindest eine Hypothese zur Substanzgruppe des Giftes zu entwickeln. Damit wird eine symptomatische Behandlung möglich, auch wenn der genaue Giftstoff zunächst nicht bekannt ist.

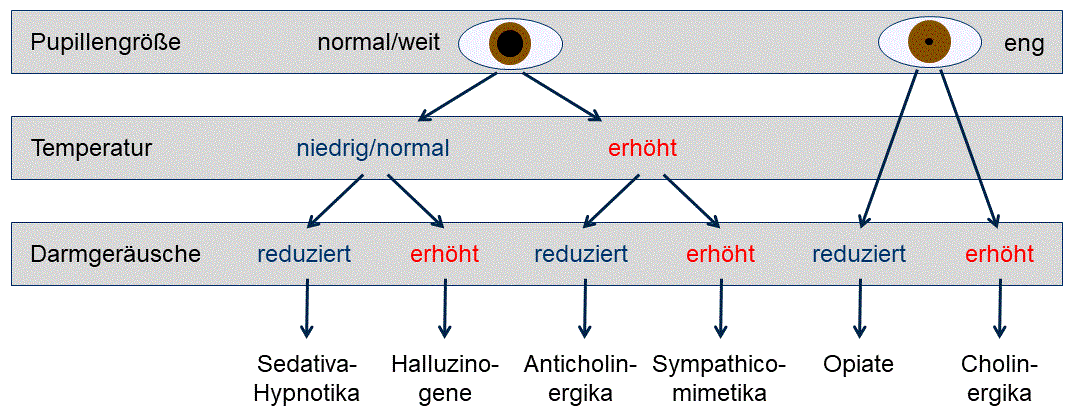
Klinische Zuordnung von Toxidromen in drei Schritten

Die Diagnostik muss somit oft außerhalb eines Krankenhauses und ohne spezielle Laboruntersuchungen erfolgen. Daher haben sich Algorithmen etabliert, die sich ausschließlich an einfach feststellbaren Symptomen orientieren. Insbesondere durch die Beurteilung von Pupillenweite, Körpertemperatur und Darmaktivität lassen sich damit in vielen Fällen die wichtigsten Toxidrome differenzieren.
Allerdings sind die Toxidrome nicht immer so typisch wie in der Theorie, da es Mischintoxikationen gibt und die individuelle Empfindlichkeit gegenüber entsprechenden Stoffen unterschiedlich ist. Eine erste Überprüfung ist unter Hinzuziehen weiterer klinischer Kriterien möglich, wie in der folgenden Tabelle dargestellt ist:
| Symptome           | Blutdruck | Herzfrequenz | Temperatur | Pupillenweite | Darmgeräusche | Schwitzen |
| ------------------ | --------- | ------------ | ---------- | ------------- | ------------- | --------- |
| Anticholinerg      | ↑         | ↑            | ↑          | ↑             | ↓             | ↓         |
| Cholinerg          | =         | =            | =          | ↓             | ↑             | ↑         |
| Halluzinogen       | ↑         | ↑            | =          | ↑             | ↑             | =         |
| Sympathomimetisch  | ↑         | ↑            | ↑          | ↑             | ↑             | ↑         |
| Sedativ-hypnotisch | ↓         | ↓            | ↓          | =             | ↓             | ↓         |
| Opiat              | ↓         | ↓            | =          | ↓↓            | ↓↓            | =         |

## Beschreibung der Toxidrome
Sedativ-hypnotisches Toxidrom („müde“): Entscheidendes Kennzeichen ist die Bewusstseinstrübung (bis hin zum Koma). Zusätzlich können u. a. Sehstörungen, Ataxien oder Halluzinationen auftreten.
Häufigste Ursachen sind Beruhigungsmittel und Alkohol, darüber hinaus auch Antiepileptika oder sedierende Rauschdrogen.
Halluzinogenes Toxidrom („erregt mit Halluzinationen“): Die Betroffenen sind oft unruhig, verwirrt und haben Sinnestäuschungen. Sie können unter einem erhöhten Blutdruck, Herzrasen und epileptischen Anfällen leiden.
Typische Substanzen sind Amphetamine und Kokain sowie Lysergsäurediethylamid.
Anticholinerges Toxidrom („heiß und trocken“): Haut und sichtbare Schleimhäute sind auffällig trocken, die Pupillen oft erweitert. Es kommt zu einer erhöhten Herzfrequenz und Körpertemperatur, die Darmmotilität ist demgegenüber reduziert und die Patienten sind oft verwirrt.
Typische Auslöser sind trizyklische Antidepressiva oder Pflanzengifte (Tollkirsche, Engelstrompete).
Sympathomimetisches Toxidrom („heiß und feucht“): Die Betroffenen zeigen in der Regel ein starkes Schwitzen und dennoch eine erhöhte Körpertemperatur, zudem ist die Herzfrequenz erhöht. Sie sind unruhig und nicht selten verwirrt und aggressiv.
Typische Auslöser sind Amphetamine, aber auch Kokain.
Opiattoxidrom („reduziert und langsam“): Das Bewusstsein ist meist getrübt, auffällig sind stark verengte Pupillen. Zudem zeigt sich eine verlangsamte Atmung.
Opiatintoxikationen können sowohl aus legalen Quellen (starke Schmerzmittel) als auch illegalen Rauschdrogen (Heroin) vorkommen.
Cholinerges Toxidrom („feucht und manchmal langsam“): Am auffälligsten ist eine gesteigerte Sekretproduktion in der Lunge und Speichel- sowie Tränenfluss, zusätzlich sind die Pupillen verengt und die Darmmotilität erhöht (teils mit Erbrechen und Durchfällen). Die Herzfrequenz und teilweise die Atemfrequenz sind reduziert, es kann zu Verkrampfungen und Lähmungen der Muskeln einschließlich der Atemmuskulatur kommen. Oft sind die Betroffenen zudem verwirrt.
Typische Giftstoffe sind meist Insektizide, selten chemische Kampfstoffe (Sarin, Vx-Gas, Nowitschok).

## Beispiele
Bei der Erstürmung des Dubrowka-Theaters 2002 setzten Sicherheitskräfte ein sehr wahrscheinlich opiathaltiges Gas ein, welches u. a. die Atmung hemmte. Einige der Opfer konnten durch rasche Beatmung gerettet werden, obwohl die Art der Vergiftung zunächst unbekannt war.
Die schnelle klinische Diagnose eines cholinergen Toxidroms und entsprechende Behandlung hat Alexei Nawalny 2020 nach der Vergiftung in Tomsk vermutlich das Leben gerettet.